# 中視愛心基金會
財團法人中視慈善愛心基金會是中國電視公司（中視）旗下唯一的基金會，簡稱中視愛心基金會，2004年2月1日成立，成立宗旨為「辦理社會公益慈善活動」、「關懷弱勢團體」、「提供急難救助」、「發揚愛心精神」，總部設於中視總部。

## 歷史
- 2004年2月1日，以源自中視公共服務節目《愛心》、擁有二十餘年歷史的「中視愛心專戶」為基礎，中視成立「財團法人台北市中視愛心社會福利慈善事業基金會」，簡稱「中視愛心基金會」，英文名稱為「CTV Charity Aid Foundation」。
- 2004年6月25日，臺北市政府社會局「北市社二字第09335976000號函」許可中視愛心基金會設立。
- 2004年7月27日，臺灣士林地方法院登記處核准中視愛心基金會設立登記，中視愛心基金會總部設於中國電視大廈。
- 2006年5月9日，中視公共關係室主任鄭大智說，2005年底中視經營權轉讓予中國時報集團，「新的經營團隊到位後，證照都剛剛辦理交接完成，例如今天我看到中視愛心基金會的董事長頭銜已從黃大洲改成余建新」[1]。
- 2009年5月22日，中視愛心基金會宣布，在《中時電子報》協助下成立官方部落格。[2]
- 2009年9月15日，臺北市政府社會局「北市社團字第09841807300號函」同意中視愛心基金會變更捐助章程。
- 2009年11月11日，中視愛心基金會第2屆董事會第8次會議決議變更捐助章程，準備轉型為全國性基金會。
- 2010年1月20日，中華民國內政部「內授中社字第0990700016號函」同意中視愛心基金會變更捐助章程。
- 2010年3月10日，臺灣士林地方法院「99年度法字第18號民事裁定」准許中視愛心基金會變更捐助章程。
- 2010年4月20日，中視愛心基金會獲臺灣士林地方法院核准變更登記並發給《法人登記證書》成為全國性基金會，全名改為「財團法人中視慈善愛心基金會」，英文名稱改為「CTV Charities Aid Foundation」，主管機關由臺北市政府改為中華民國內政部。
- 2013年，中視愛心基金會主管機關改為中華民國衛生福利部。
- 2014年12月24日，衛生福利部社會及家庭署主辦、中視愛心基金會承辦、於中國電視大廈舉行之「103年度財團法人社會福利慈善事業基金會聯繫會報暨評鑑績優頒獎典禮」[3]，中視愛心基金會獲頒甲等獎。

## 外部連結
- 中視愛心基金會 （页面存档备份，存于）
- 中視愛心基金會官方部落格 （页面存档备份，存于）